# Lucasium
Genre
Synonymes
- Lucasius Kinghorn, 1929 nec Kinahan, 1859

Lucasium est un genre de geckos de la famille des Diplodactylidae.

## Répartition
Les espèces de ce genre sont endémiques d'Australie.

## Description
Ce sont des geckos nocturnes, terrestres et insectivores.

## Liste des espèces
Selon The Reptile Database (5 septembre 2012) :
- Lucasium alboguttatum (Werner, 1910)
- Lucasium bungabinna Doughty & Hutchinson, 2008
- Lucasium byrnei (Lucas & Frost, 1896)
- Lucasium damaeum (Lucas & Frost, 1896)
- Lucasium immaculatum (Storr, 1988)
- Lucasium maini (Kluge, 1962)
- Lucasium occultum (King, 1982)
- Lucasium squarrosum (Kluge, 1962)
- Lucasium steindachneri (Boulenger, 1885)
- Lucasium stenodactylum (Boulenger, 1896)
- Lucasium wombeyi (Storr, 1978)

## Taxinomie
Les espèces de ce genre étaient précédemment classées dans le genre Diplodactylus.

## Publication originale
- Wermuth, 1965 : Liste der rezenten Amphibien und Reptilien, Gekkonidae, Pygopodidae, Xantusidae. Das Tierreich, vol. 80, p. 1-246.